# Peyo
Pierre "Peyo" Culliford, född 25 juni 1928 i Bryssel i Belgien, död där 24 december 1992, var en belgisk serietecknare. Han är främst känd som skapare av Smurfarna (Smurferna).

## Biografi
Pierre Culliford föddes 1928 i Bryssel. Hans mor var belgiska och hans far engelsman. Det var en engelsk kusin som gav upphov till artistnamnet Peyo. Kusinen uttalade Pierre som Peyo. 
Efter att ha slutat skolan 1945 arbetade han på en biograf och gick därefter en tremånaders kurs i teckning i Bryssel och började sedan arbeta vid en tecknarstudio där han lärde känna tecknarna André Franquin och Morris. När studion gick i konkurs började han arbeta vid den belgiska serietidningen Spirou. Där ritade och skrev han manus till flera olika serier. 1947 började han att teckna berättelser om den medeltida pagen Johan som 1954 kompletterades med Pellevin till den framgångsrika serien Johan och Pellevin (1947–1960). Det var i den serien som smurfarna dök upp för första gången 1958, i albumet Den förtrollade flöjten. 
Smurfarna fick snart en egen serie och blev Peyos internationella genombrott. Den ekonomiska framgången gjorde att Peyo kunde bygga upp en egen studio och knöt flera tecknare och författare till sig, bland annat Walthéry, Derib, Gos, De Gieter, Benn, Francis, Kox, Desorgher och Wasterlain. Man producerade serier och skämtteckningar både till Spirou och Le Soir. 
Peyo tecknade även Starke Staffan, en serie om en superstark liten pojke. 1960 kom det första albumet. Peyo skapade också Katten Karlsson och hjälpte till på Franquins serie Mickes äventyr.
Under 1980-talet växte Smurfarnas popularitet. Hela familjen Culliford blev indragen i affärsverksamheten när ett otal kringprodukter skulle framställas till stora delar av världen. Peyo styrde sitt imperium fram till sin död på julaftonen 1992 i en hjärtinfarkt. Samma år hade studion påbörjat nya berättelser av Johan och Pellevin och Starke Staffan.

## Priser och utmärkelser
- Utmärkelse i ungdomskategorin (9-12 år) 1984 av Angoulême International Comics Festival i Frankrike.
- 2008 gavs ett samlarmynt ut i Belgien, en specialprägling av det belgiska 5 euro. Detta skedde för att fira att Smurfarna fyllde 50 år och Peyo skulle fyllt 80.
- Asteroiden 2944 Peyo är uppkallad efter honom.[2]